# Mornay-Berry

Mornay-Berry este o comună în departamentul Cher, Franța. În 1 ianuarie 2022 avea o populație de 168 de locuitori.